# StepMania
StepMania est un jeu vidéo libre, clone du jeu console de Konami, Dance Dance Revolution. Il est gratuit et disponible pour les plates-formes Windows, Linux, Mac OS X, ainsi qu'une version portée sur Xbox (il existe aussi une application similaire développée sur PSP: PSP Revolution). C'est un jeu de rythme, qui se joue au clavier, à la manette, ou par le biais d'interfaces spéciales, les tapis de danse, avec les pieds.
Bénéficiant de la notoriété de « Dance Dance Revolution », StepMania a permis d'initier de très nombreux joueurs partout dans le monde à cette catégorie de jeu[réf. nécessaire]. Une très large communauté de joueurs s'est mise en place dans le monde entier.
StepMania apporte une nouvelle dimension au Dance Dance Revolution de par la disponibilité de Stepmania Online (dans la version CVS). Ce mode ajoute des fonctionnalités multijoueur très développées. Il est possible de jouer en réseau local simultanément sur la même chanson ce qui donne un aspect très convivial au jeu.
Stepmania a aussi la particularité d'afficher un visage en bas à droite de l'écran disant "Toasty!"  quand un joueur fait 250 perfects ou marvelous de suite dans une chanson, ce qui est une référence directe à Mortal Kombat 2 et aux opus suivants.
On peut également affronter d'autres joueurs via Internet, soit directement en indiquant l'adresse IP de son adversaire, soit en passant par un serveur centralisé comparable au célèbre Battle.net et qui gère un classement mondial des meilleurs joueurs.